# 대현초등학교 (울산)
대현초등학교는 대한민국 울산광역시 남구 야음동에 있는 공립 초등학교이다.

## 학교 연혁
- 1924년 5월 4일 설립인가
- 1925년 7월 8일 대현공립보통학교 개교現 SK에너지 울산Complex 자리
- 1930년 3월 22일 6년제로 개편
- 1938년 4월 1일 교명 변경 (대현공립심상소학교)
- 1941년 4월 1일 교명 변경 (대현공립국민학교)
- 1963년 3월 1일 선암동 교사現 선암초등학교 자리로 신축 이전
- 1968년 4월 1일 여천국민학교 분리(10학급)
- 1973년 3월 1일 교사 신축 이전(야음동 현 위치 27학급)
- 1981년 3월 1일 수암국민학교 분리(600명 이관)
- 1981년 9월 1일 남부국민학교 분리(1,000명 이관)
- 1983년 11월 1일 야음국민학교 분리(9학급)
- 1986년 3월 1일 병설유치원 개원
- 1996년 3월 1일 현재 교명으로 변경
- 2002년 3월 2일 동백초등학교 분리(462명 이관)
- 2003년 9월 1일 도산초등학교 분리(88명 이관)
- 2012년 5월 1일 인조 잔디 운동장 완공
- 2018년 2월 21일 제91회 졸업(125명 졸업 총 졸업생 19,962명)
- 2018년 3월 1일 42학급(특수 2학급), 유치원 2학급 편성
- 2019년 2월 21일 제92회 졸업(125명 졸업, 총 졸업생 20,914명)
- 2019년 3월 1일 41학급(특수2학급), 유치원 2학급 편성
- 2020년 2월 18일 제93회 졸업(154명 졸업, 총 졸업생 21,068명)
- 2020년 3월 1일 39학급(특수1학급), 유치원 2학급 편성
- 2021년 2월 9일 제94회 졸업(144명 졸업, 총 졸업생 21,212명)
- 2021년 3월 1일 40학급(특수1학급), 유치원 2학급 편성
- 2021년 3월 1일 제32대 윤순금 교장 취임

## 학교 상징
- 교화 - 국화 : "진실, 성실"을 뜻하는 국화처럼 대현초등학교의 교육이 참되고 진실됨을 뜻한다.
- 교목 - 은행나무

## 같이 보기
- 대한민국의 교육

## 참고 자료
- 대현초등학교 - 한국교육학술정보원 학교알리미